# Vuelta a Mendoza
La Vuelta a Mendoza es una competencia ciclística por etapas de categoría nacional que recorre la Provincia de Mendoza en Argentina y es organizada por la Asociación Ciclista Mendocina.
La primera edición se corrió en 1977 y fue ganada por el argentino Juan Carlos Ruarte.

## Palmarés
| Año  | Ganador                | Segundo                 | Tercero                   |
| ---- | ---------------------- | ----------------------- | ------------------------- |
| 1977 | Juan Carlos Ruarte     |                         |                           |
| 1978 | Raúl Lujan Labbate     |                         |                           |
| 1979 | Juan Carlos Ruarte (2) |                         |                           |
| 1980 | Juan Domingo Jácamo    |                         |                           |
| 1981 | Cayetano Cortés        |                         |                           |
| 1982 | Juan Carlos Ruarte (3) |                         |                           |
| 1983 | Luis A. Biera          |                         |                           |
| 1984 | Roberto Escalante      |                         |                           |
| 1985 | Omar A. Contreras      |                         |                           |
| 1986 | José Villarruel        |                         |                           |
| 1987 | Juan Carlos Rosero     |                         |                           |
| 1988 | Cássio Freitas         |                         |                           |
| 1989 | Daniel Castro (2)      |                         |                           |
| 1990 | Pablo Elizalde         |                         |                           |
| 1991 | Rubén Bergamin         |                         |                           |
| 1992 | Daniel Castro          |                         |                           |
| 1993 | Juan M. Agüero         |                         |                           |
| 1994 | Flavio Oscar Placanica |                         |                           |
| 1995 | Pedro Rodríguez        |                         |                           |
| 1996 | Erwin Chulde           |                         |                           |
| 1997 | Ariel Jaime            |                         |                           |
| 1998 | Cássio Freitas         |                         |                           |
| 1999 | Élder Herrera          |                         |                           |
| 2000 | Edgardo Simon          |                         |                           |
| 2001 | Edgardo Simon (2)      | Guillermo Bongiorno     | Roberto Prezioso          |
| 2002 | Pedro Antonio Prieto   |                         |                           |
| 2003 | Alejandro Corvalán     | Rúben Pegorín           | Fernando Antogna          |
| 2004 | Gabriel Brizuela       | Gastón Corsaro          | Pablo Castro              |
| 2005 | Sebastián Cancio       | Juan Curuchet           | Jorge Giacinti            |
| 2006 | Marco Arriagada        | Andréi Sartasov         | Gabriel Brizuela          |
| 2007 | Ignacio Ariel Gili     | Jairo Nuñez             | Luciano Antonio Montivero |
| 2008 | Ignacio Ariel Gili (2) | Oscar Alberto Villalobo | Luis Mansilla             |
| 2009 | Gabriel Brizuela       | Gerardo Luis Fernández  | Gustavo Alberto López     |
| 2010 | Álvaro Antonio Argiro  | Juan Pablo Dotti        | Gabriel Brizuela          |
| 2011 | Luciano Montivero      | Ricardo Daniel Julio    | Sergio Godoy              |
| 2012 | Juan Pablo Dotti       | Sergio Godoy            | Daniel Díaz               |
| 2013 | Daniel Zamora          | Román Villalobos        | Gabriel Brizuela          |
| 2014 | Roberto Richeze        | Sergio Godoy            | Patricio Almonacid        |
| 2015 | Gabriel Brizuela       | José David Talavera     | Enzo Josué Moyano         |
| 2016 | Juan Pablo Dotti (2)   | Sergio Godoy            | Rubén Eduardo Rojas       |
| 2017 | Juan Pablo Dotti (3)   | Gonzalo Najar           | Gabriel Brizuela          |
| 2018 | Daniel Díaz            | Gonzalo Najar           | Ismael Fernando Laguna    |
| 2019 | Juan Pablo Dotti (4)   | Daniel Díaz             | Miguel Nebot              |
| 2020 | Juan Pablo Dotti (5)   | Miguel Nebot            | Rodrigo Santana           |
| 2021 | Juan Pablo Dotti (6)   | Laureano Rosas          |                           |
| 2022 | Laureano Rosas         | Juan Pablo Dotti        | Nicolás Paredes           |
| 2023 | Nicolás Paredes        | Wilber Rodríguez        | Kenny Nijssen             |

## Más triunfos
| Ciclista           | País                 | Victorias | Ediciones                         |
| ------------------ | -------------------- | --------- | --------------------------------- |
| Juan Pablo Dotti   | Bandera de Argentina | 6         | 2012, 2016,2017, 2019, 2020, 2021 |
| Juan Carlos Ruarte | Bandera de Argentina | 3         | 1977, 1979,1982                   |
| Daniel Castro      | Bandera de Argentina | 2         | 1989, 1992                        |
| Edgardo Simon      | Bandera de Argentina | 2         | 2000, 2001                        |
| Ignacio Ariel Gili | Bandera de Argentina | 2         | 2007, 2008                        |

## Palmarés por países
| País      | Victorias |
| --------- | --------- |
| Argentina | 38        |
| Ecuador   | 3         |
| Brasil    | 2         |
| Colombia  | 2         |
| Chile     | 1         |
| Uruguay   | 1         |